# Anisakis simplex
Anisakis simplex – gatunek stosunkowo dużego pasożytniczego nicienia (Nematoda). Postacie dorosłe są białożółte, długość ciała samców waha się w przedziale 34–70 mm, zaś samic – 45–140 mm. Tylny koniec ciała zaopatrzony jest w tzw. mukron, czyli stożkowaty, kurczliwy wyrostek. Gatunek ten posiada dobrze wykształcony przewód pokarmowy złożony z mięśniowej gardzieli o cylindrycznym kształcie, owalnego (lub niemal cylindrycznego) żołądeczka i prostego jelita. Larwy są przezroczyste, o lekko różowym zabarwieniu, a przez ich ścianę ciała prześwituje jedynie biały żołądeczek.
Jest gatunkiem kosmopolitycznym. Występuje w morzach i oceanach półkuli północnej, w strefie umiarkowanej i podbiegunowej. Preferuje zimne wody północnego Atlantyku. W Morzu Bałtyckim jego larwy występują u śledzi, które migrują na tarło z Cieśnin Duńskich i Morza Północnego. W Polsce obecność tego pasożyta odnotowywano u śledzia, sandacza, dorsza bałtyckiego, belony, ciernika i storni.

## Ekologia
Jego pierwszym żywicielem pośrednim są szczętki (Euphausiacea). W ich ciele osiąga długość 15–25 mm i linieje do stadium L2. Kiedy nosiciel zostanie zjedzony przez rybę planktonożerną, nicień w jej ciele linieje po raz drugi. Żywicielami larw L3 są ryby morskie (głównie z rodzin śledziowatych, makrelowatych i dorszowatych), w których występują wzdłuż przewodu pokarmowego, a także na otrzewnej oraz pod torebką wątroby i gonad. W ciele tych ryb larwy osiągają długość 30–50 mm, średnicę 1–2 mm i mają postać płaskiej spirali otoczonej cienką torbielą.
Formy dorosłe pasożytują w jelitach waleni (w szczególności delfinów) oraz fok, które zjadły zarażoną rybę. Czasami odnotowuje się także przypadki rybożernych ptaków i dużych ryb zarażonych dorosłą postacią Anisakis simplex. Wraz z kałem żywicieli ostatecznych do wody dostają się jaja o wymiarach 41–43 × 39–42 μm, składane przez dojrzałe samice. Z jaj tych rozwijają się larwy, zwane potocznie „robakami śledziowymi” (ang. herring worm), które żyją w planktonie aż do zjedzenia przez pierwszego żywiciela pośredniego.

## Zagrożenia
Dla nicieni z rodzaju Anisakis ryby drapieżne często są żywicielem paratenicznym, tak samo jak człowiek.
Larwy w postaci L3 pasożytują w rybach będących pożywieniem dla ludzi. Ich występowanie stwierdzono u około 200 gatunków. Człowiek może zarazić się, zjadając surowe ryby. Larwa ta może przebywać przez długi czas w śluzówce żołądka, powodując chorobę zwaną anisakidozą, objawiającą się rozległymi flegmonami (ropowicami), możliwymi do usunięcia jedynie operacyjnie. Pod koniec XX w. odnotowywano wiele przypadków zachorowań, głównie w Japonii, Holandii, USA, Niemczech i Korei. Skłoniło to rządy wielu krajów do wprowadzenia odpowiednich procedur kontroli poławianych ryb.